# Rheinmetall Rh-120

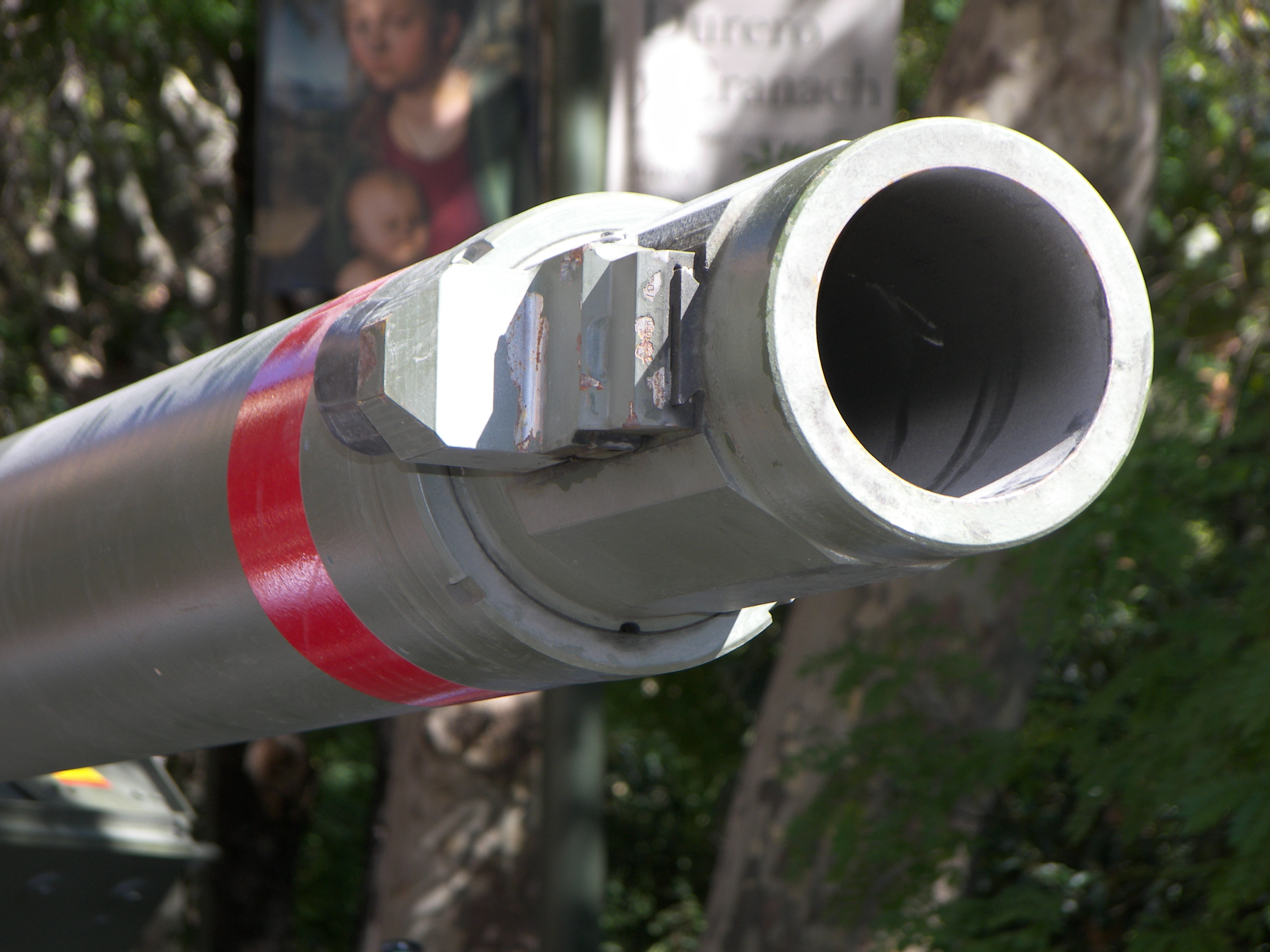
Дуло танкової гармати Rheinmetall 120 мм L/55 на іспанському Leopard 2E

Rheinmetall Rh-120 — гладкоствольна 120-мм танкова гармата, створена західнонімецькою компанією Rheinmetall-DeTec AG у відповідь на розвиток радянської бронетехніки і озброєнь. Виробництво розпочато у 1974 році, з першої версії гармати L/44 завдовжки 44 калібри. Спершу встановлена на німецькому танку Leopard 2 і невдовзі розпочато ліцензійне виробництво для американських танків M1A1 Abrams та інших. Американська версія, гармата M256, використовує спіральну пружинну систему відкоту замість гідравлічної. 120 мм гармата мала довжину 5,28 м і вагу приблизно 3317 кг.
У 1990 р. гармата L/44 була визнана недостатньо потужною для боротьби з майбутньою радянською бронетехнікою, що спонукало Rheinmetall на розробку потужнішої гармати. Спочатку у розробці була гармата калібру 140 мм Neue Panzerkanone 140 («нова танкова гармата 140»), але пізніше було знайдено компроміс який привів до створення покращеної гармати 120 мм, під назвою L/55, яка була створена з тою же внутрішньою геометрією, що й L/44 і таким же затвором та кріпленням. Гармата L/55 довша на 1,3 м, завдяки чому снаряд має вищу початкову швидкість. При цьому гармата зберегла сумісність зі снарядами від версії L/44.
Цими гарматами були модернізовані німецькі та голландські танки Leopard 2, а також ця гармата була обрана як головна гармата іспанських Leopard 2E та грецьких Leopard 2HEL. Її також випробовували на британському танку Challenger 2 як можливу заміну нарізної 120-мм гармати L30.
Для танків з гарматами Rheinmetall L/44 було виготовлено широку номенклатуру боєприпасів. Сюди входить серія бронебійних оперених підкаліберних снарядів, таких як американські M829 та кумулятивних боєприпасів. Останні серії боєприпасів включають широкий діапазон нових снарядів для боротьби з піхотою і укріпленнями, що дає танкам з гарматою L/44 кращу універсальність у сучасному бою.

## Передумови

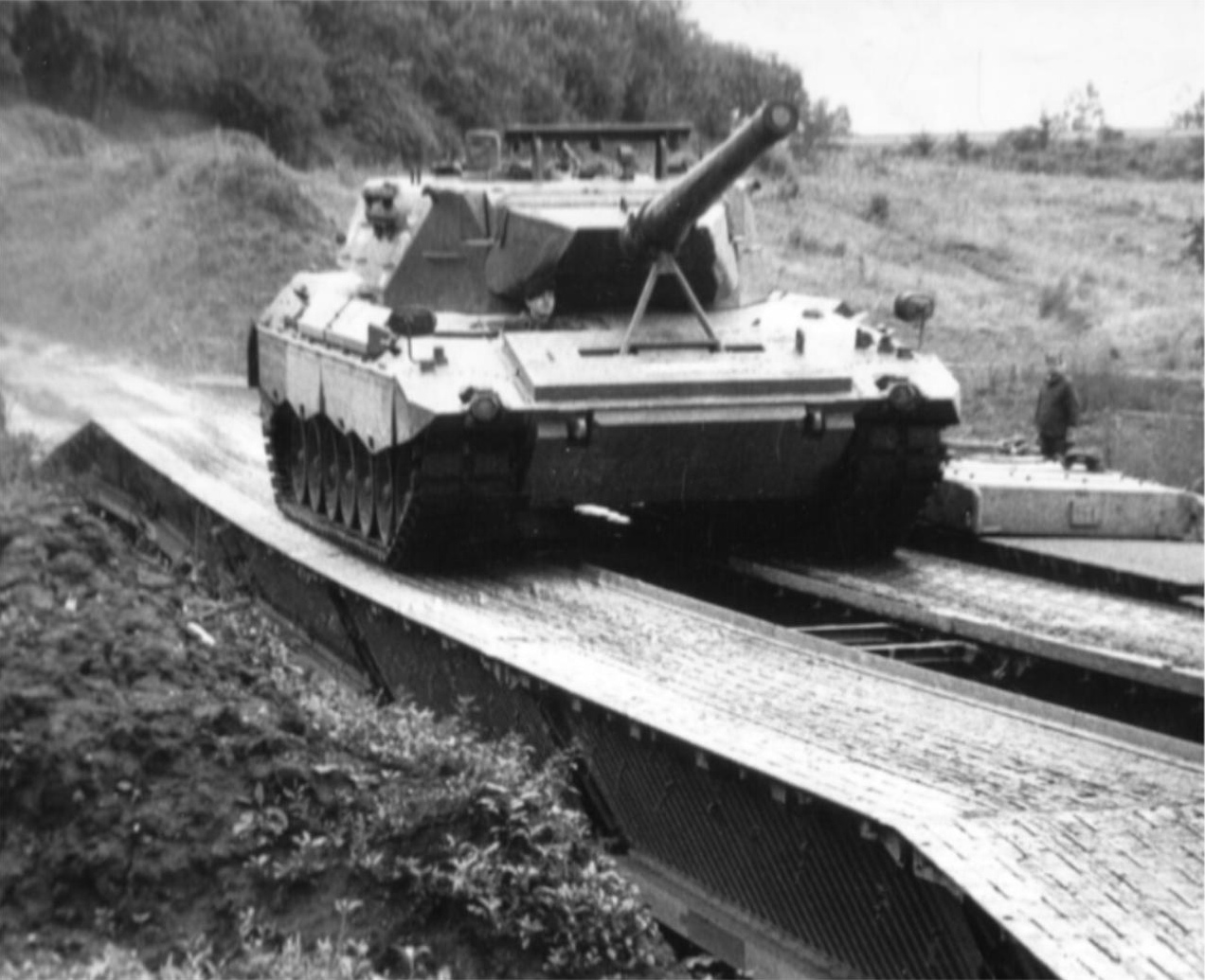
Прототип Leopard 2

Через побоювання з приводу нездатності 105-мм танкової гармати L7 НАТО пробивати нову радянську броню, Rheinmetall отримала замовлення на розробку нової танкової гармати. Проєкт було почато у 1965 році, оскільки Бундесвер відчував потребу у потужнішій гарматі для своїх танків. Побоювання було підтверджено обстрілом чотирьох радянських танків Т-62, захоплених Ізраїлем у ході Шестиденної війни у червні 1967 року.
Перша радянська танкова гармата збільшеного калібру була встановлена на шасі модифікованого Т-55 в 1961 році. У 1965, Радянський Союз вперше продемонстрував танк T-62, який був озброєний 115-мм гладкоствольною танковою гарматою. Рішення збільшити калібр танкової гармати СРСР ухвалив на початку 1960-х, коли командир іранського танку дезертував через радянський кордон на новому танку M60 Patton, який був озброєний британською гарматою Royal Ordnance L7. Незважаючи на появу танка T-62, у 1969 танк T-64 було переозброєно новою 125-мм танковою гарматою, а у 1972 у Нижньому Тагілі почали випуск танку T-72, який також мав 125-мм гармату. Під час Ліванської війни (1982), Ізраїльський уряд заявив про знищення дев'яти сирійських T-72 танком Меркава, який мав на озброєнні вироблену за ліцензією американську 105-мм гармату M68 (яка у свою чергу базувалася на британській гарматі L7). Правда чи ні, але у Радянському Союзі провели тестові стрільби з ізраїльською гармати M111 Hetz БОПСом у Кубинці, де було підтверджено пробиття лобового похилого бронелиста танка Т-72 снарядом гармати 105 мм, але башта не була пробита. У відповідь на це з'явилася модифікація танка T-72M1. Тому ізраїльтяни використали нову 120 мм танкову гармату при виробництві нового ОБТ Меркава III. Схожим було рішення американців про заміну 105-мм танкової гармати M68 на 120-мм гармату Rheinmetall Rh-120 у 1976; з прийняттям на озброєння танка T-64A постало питання про появу нового боєприпаса для існуючої гармати для ефективної боротьби з новим радянським танком.
У 1963 р. Німеччина і США почали спільну танкову програму, яка була відома під назвою MBT-70. Екіпаж танка складався з трьох осіб, водій знаходився у башті, танк мав автомат заряджання, 20-мм автоматичну гармату як додаткову зброю, активну гідропневматичну підвіску і рознесену броню на лобовій броні і передній частині башти. Танк мав покращене озброєння - 152-мм гармату-пускову установку, яка була розроблена для стрільби протитанковими ракетами MGM-51 Shillelagh. Проте німецька армія була зацікавлена у танковій гарматі яка могла б стріляти звичайними снарядами. Також була спроба модифікувати 152-мм гармату для цього, але процес виявився складним і тому німці почали випуск 120-мм гармати  Rheinmetall.

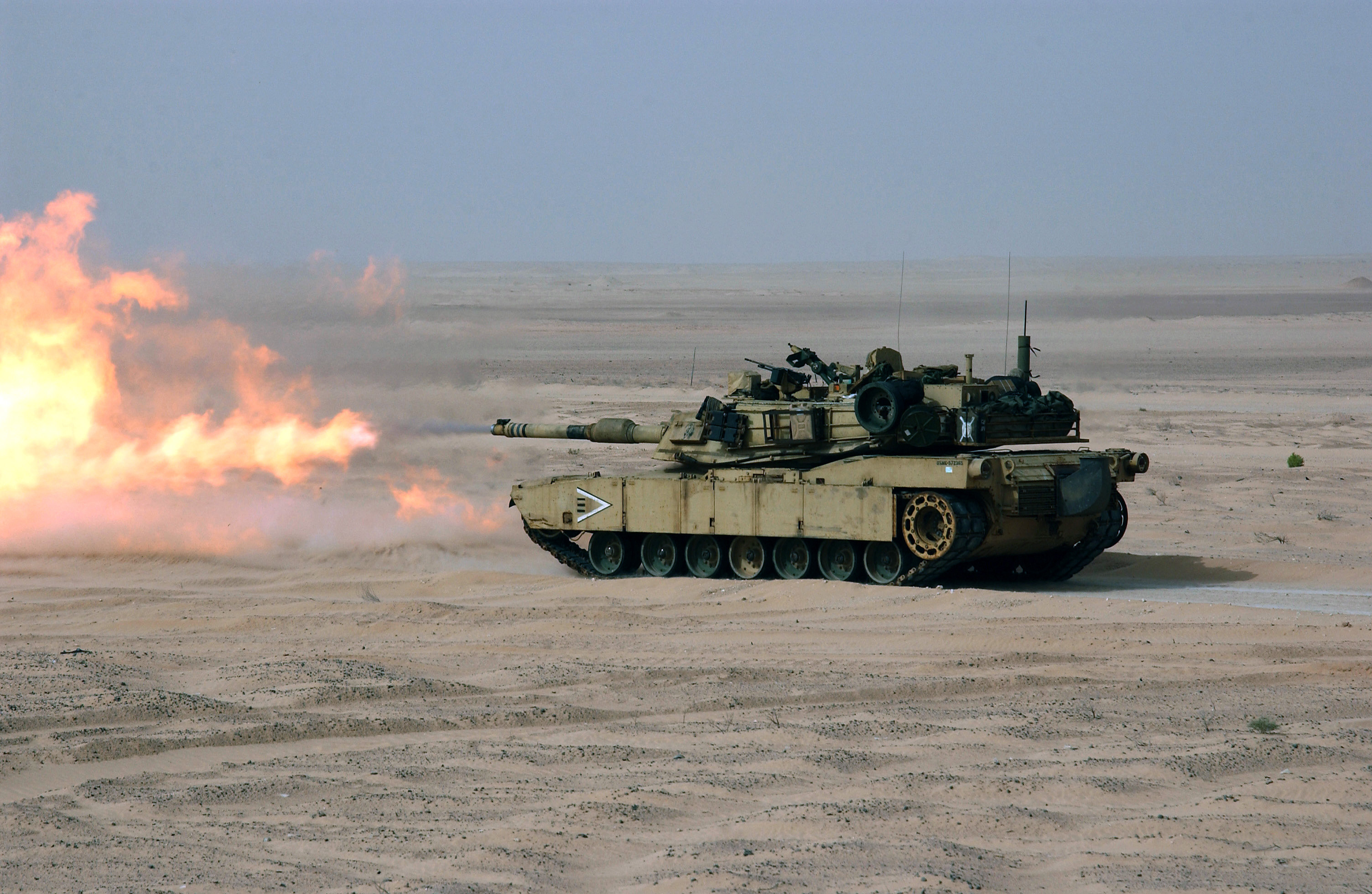
Танк M1A1 Abrams, веде вогонь з американської гармати M256 120 мм

У 1967 р. німецьке міністерство оборони вирішило відновити програму покращення Leopard 1, яка була відома як Vergoldeter Leopard («Позолочений Леопард»), пізніше Keiler («Кабан»). Підрядником було обрано компанію Krauss-Maffei яка випустила два прототипа у 1969 та 1970. Ця програма переросла у програму Leopard 2; перший прототип танка було представлено у 1972, який мав на озброєнні гладкоствольну гармату калібру 105 мм. У період з 1972 по 1975 було випущено 17 прототипів. Нова гармата калібру 120 мм було розроблено у період з 1964 по 1974. 10 танків з 17 мали 105-мм гладкоствольну гармату, а інші 7 мали довшу 120-мм гармату. Інша програма була направлена на установку 152-мм гармати-пускової установки, це було зроблено у спробі врятувати частини MBT-70, але у 1971 ця програма була закрита з економічних причин. Німецькі військові надали перевагу гладкоствольній гарматі Rheinmetall 120 мм L/44.

## Конструктивні особливості

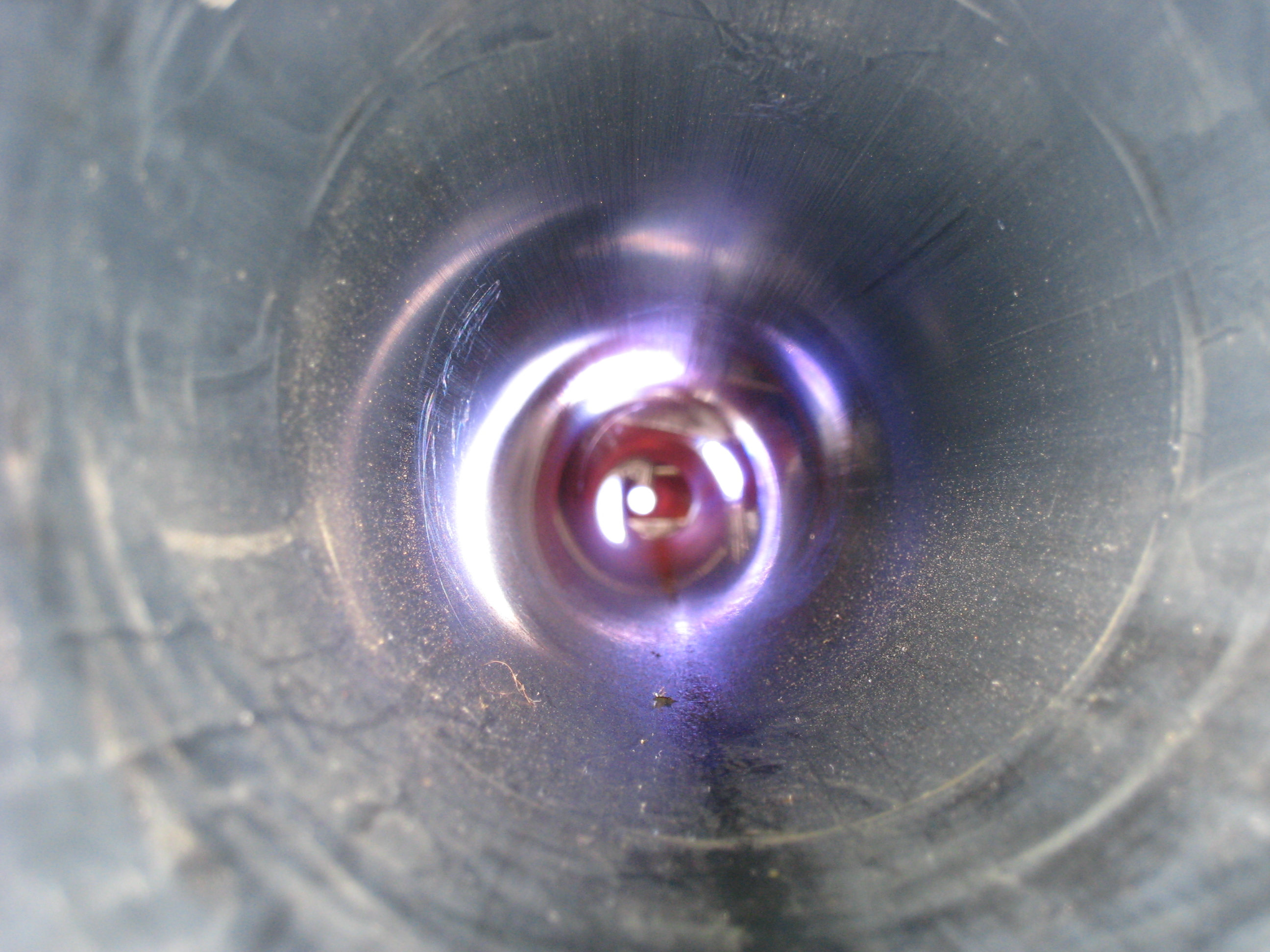
Австрійський Leopard 2A4, канал ствола.

Калібр гармати Rheinmetall L/44 120 мм, а довжина 44 калібри (5.28 м). Вага ствола складає 1190 кг, а на M1 Abrams гармата важить 3317 кг, у той час як новий ствол (L/55) має довжину 55 калібрів (1,3 м).
Ежектор гармати і термокожух, розроблені для регулювання температури ствола, створені з склопластику, а ствол має хромування для збільшення життя ствола. Оригінальна гармата має ресурс близько 1 500 пострілів на ствол, але з покращенням технології метальних зарядів ресурс ствола зростає. Механізм відкоту складається з двох гідравлічних сповільнювачів та гідропневматичного блоку.

### Rheinmetall L/44 120 мм
Виробництво німецького танку Leopard 2 та нової 120-мм танкової гармати почалося у 1979 для виконання замовлення німецької армії. Хоча американський танк M1 Abrams був спочатку озброєний 105-мм танковою гарматою M68A1 (версією гармати L7), пізніше армія США планувала оснастити танк більшою гарматою, тому башта була розроблено для встановлення більшої гармати калібру 120 мм. Виробництво танку M1A1 Abrams з новою гарматою було розпочато у 1985. Гармата, відома як M256, була створена на базі гармати L/44, випускалася на арсеналі Вотервліт і була модифікована для збільшення тривалості життя гармати. Серед танків з гарматою Rheinmetall, що вироблялися за ліцензією, є японський Type 90 та Південно-корейський K1A1. Гармата дала великий поштовх у розвитку технологій.

### Rheinmetall L/55 120 мм

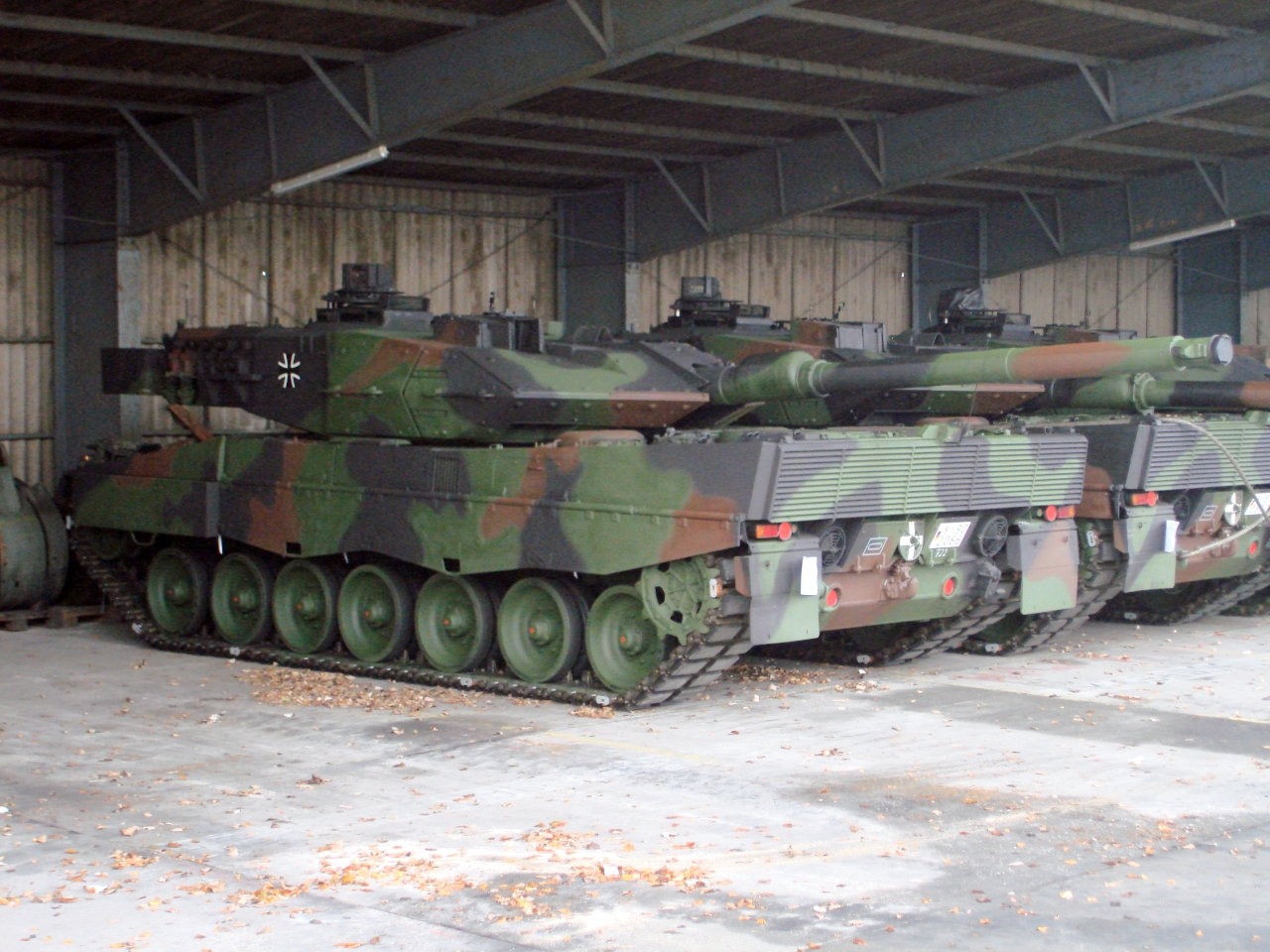
Два Leopard 2A6 німецької армії з гарматою L55s

Поява нових радянських танків, таких як T-80Б наприкінці 1970-х та на початку 1980-х потребували розроблення нових технологій та зброї для протидії ним. Танк T-80Б мав кращу вогневу потужність і нову керамічну композитну броню. Танки Т-72 також були модернізовані до рівня T-80Б. У 1985 почали випускати новий T-72Б з (динамічнім захистом); з бронею на башті, яка була призначена в першу чергу для захисту від протитанкових ракет, що перевищили захист T-80Б.
Німецький уряд розпочав розробку нового танку Leopard 3, яку було зупинено у зв'язку з падінням Радянського Союзу. 29 жовтня 1991 уряди Швейцарії, Нідерландів та Німеччини підписали угоду зі співробітництва по програмі модернізації танків Leopard 2. В цю програму входило представлення нової довшої 120-мм гармати, дешевшої альтернативі нової танкової гармати, що збільшило дальність ефективної стрільби до 1500 м. Хоча більша довжина гармати дозволяла довший і вищий максимальний тиск від згоряння заряду, внутрішня геометрія стволу залишилася такою ж самою, що дозволяло використовувати такі самі боєприпаси як для гармати L/44. Більша довжина ствола дозволяла отримувати більш велику швидкість снаряду; наприклад, швидкість нових бронебійних снарядів може досягти 1750 м/с. Вага нового ствола - 1347 кг.

### Rh-120 L/55 A1 120mm
Гармата Rh-120 L/55 A1 120mm подібна до Rh-120 L/55 120mm. Порівняно з L/44 і L/55 тиск в екстремальних умовах експлуатації (Extreme Service Condition Pressure - ESCP) для L/55 A1 підвищено з 672 до 700 МПа (97 465 до 101 526 фунтів на квадратний дюйм), максимальний допустимий тиск (Permissible Maximum Pressure - PMP) з 710 до 735 МПа (від 102 977 до 106 603 фунтів на квадратний дюйм) і розрахунковий тиск (Design Pressure) від 740 до 760 МПа (від 107 328 до 110 229 фунтів на квадратний дюйм). Гармата також відома як L/55A1 і надійшла на озброєння в 2018 році.
Довша танкова гармата була встановлена на танк Leopard 2, що створило нову модель танку Leopard 2A6. Іспанські Leopard 2E, грецькі Leopard 2HEL та сінгапурські Leopard 2SG, як і похідні від танків Leopard 2A6, використовують гармату довжиною 55 калібрів.

### Rheinmetall L/51 130 мм
Вперше гармату калібром 130 мм та довжиною ствола в 51 калібр було показано на Eurosatory в 2016 році. Ствол гармати важить 1400 кг, а вся гармата — 3000 кг. Згідно з заявами виробника, гармата має на 50% більший об'єм камори та на 50% більшу кінетичну енергію боєприпаса, порівняно зі 120-мм гарматою. Також заявляється про більшу ефективну дальність та швидкострільність, завдяки автомату заряджання.
Вперше цю модель було встановлено на Challenger 2 в 2020 році, а в 2022 році було показано танк-демонстратор технологій Panther KF51 з цією гарматою.

### M256
M256 — ліцензійна американська копія L/44, що використовується на танках Abrams.

## Боєприпаси

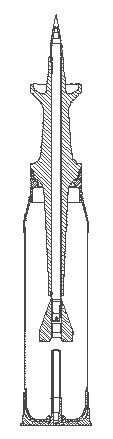
Американський БОПС M829A2

Гармата Rheinmetall має велику кількість боєприпасів. Наприклад, Rheinmetall створила широку лінійку бронебійних підкаліберних оперених снарядів (БОПС). Танк Leopard 2 мав бронебійний набій DM23, створений на базі ізраїльського снаряду M111 Hetz. Снаряд DM23 був замінений на DM33, який також використовували Японія, Італія, Нідерланди та Швейцарія. Снаряд DM33 піддон який складався з трьох частин і осереддя з вольфраму і міг пробивати сталеву броню товщиною 560 мм на дистанції 2000 м.  Снаряд DM43 було розроблено на основі цього снаряду, у співпраці Німеччини і Франції. Поява нового ствола збіглася з появою нового кінетичного снаряду, DM53. Вага набою з піддоном складала 8,35 кг з відношенням 38:1 довжини до діаметра і з дуловою швидкістю 1750 м/с, DM53 мав ефективну дальність 4000 м. Подальшою розробкою, яка отримала назву DM63, стало покращення набою де було використано новий заряд. Нові порохи заряду використовувати DM63 у різних кліматичних умовах. Нові боєприпаси було прийнято на озброєння у німецькій, нідерландській та швейцарській арміях.
США випускають власний бронебійний оперений підкаліберний снаряд у вигляді Бронебійного стабілізованого снаряду з відкидним піддоном, з використанням осереддя зі збіднілого урану який має назву M829, а потім і вдосконалені версії. Відомі під назвою M829A1 отримали назву "Silver Bullet" після успішного використання у бойових діях під час війни у Перській затоці проти іракських танків T-55, T-62 та T-72. Серія M829 зосереджена навколо осереддя зі збіднілого урану, які були розроблені для пробивання ворожої боротьби завдяки кінетичному удару і створюючи осколки всередині башти, наносячи великі ушкодження всередині танку. У 1998, військові США представили M829A2, який має поліпшене осереддя зі збіднілого урану і композитним пелюстковим піддоном. У 2002 було розпочато виробництво ($10,000 за штуку) снаряда M829A3 з використанням більш ефективного заряду (RPD-380), з легким литим піддоном і довшим (800 мм) важчим (10 кг) осереддям, який , за заявою, може пробивати останні версії російського динамічного захисту Контакт-5. Між собою екіпажи Абрамсів називаю цей снаряд "super sabot". У відповідь на M829A3, російська армія розробила Релікт, найсучасніший ДЗ, який вдвічі перевищує Контакт-5 в ефективності. Наступним покращеним снарядом став M829E4 який має роздільне осердя для протидії Релікту і знаходиться в розробці з 2011 року, був представлений під назвою M829A4 у 2015 році.
У Німеччині і США випускають декілька інших різних снарядів. Сюди входить німецький багатоцільовий протитанковий снаряд DM12, на базі технології кумулятивних боєголовок. Проте було виявлено, що бронебійні властивості снаряду DM12 обмежені нестачею вибухових і осколкових ефектів і тому цей снаряд не дуже ефективний проти легкоброньованих цілей. У США також є багатоцільовий протитанковий снаряд, відомий як M830. Пізніше він був перероблений на M830A1, що допомогло танку M1 Abrams використовувати цей снаряд проти гелікоптерів. M1 Abrams може використовувати картечний постріл M1028, який є ефективним засобом боротьби з піхотою/гелікоптерами. Снаряд має всередині 1000 вольфрамових куль. Збройні сили США мають також новий снаряд руйнівної дії, бетонобійно-фугасний підкаліберний снаряд M908, створений на основі M830A1, але неконтактний детонатор замінений на загартовану носову кришку. Кришка допомагає снаряду проникати у бетон і вибухати всередині цілі викликаючи більше пошкоджень.
Ізраїльська армія представила новий снаряд відомий як Керований протитанковий снаряд з лазерним наведенням (LAHAT). У наведенні використовується напів-активне лазерне наведення, LAHAT може наводитися як танковим екіпажем так і командою наведення, також можна обирати траєкторію польоту ракети згори (для ураження броні) або напряму (для ураження ворожих гелікоптерів). Крім того, ракетами можна стріляти як з 105-міліметрів (4,1 дюйм) так і з 120 мм танкової гармати. LAHAT був запропонований як варіант для Leopard 2 і пропонувався як для ізраїльських військових так і для користувачів гармат Rheinmetall на танках Leopard 2. Ізраїльські Меркави також використовують снаряд відомий як APAM, який був створений для боротьби з піхотою який викидає осколки через контрольовані інтервали щоб обмежити ступінь пошкодження. Осколки мають кінетичну енергію яка здатна пробивати персональну броню.
Польща представила серію снарядів для танкової гармати Rheinmetall, в тому числі практичний бронебійний снаряд (APFSDS-T-TP), бронебійно-фугасний і практичний бронебійно-фугасний (HE-TP) снаряд. Боєприпаси випускає Zakłady Produkcji Specjalnej Sp.

## Оператори

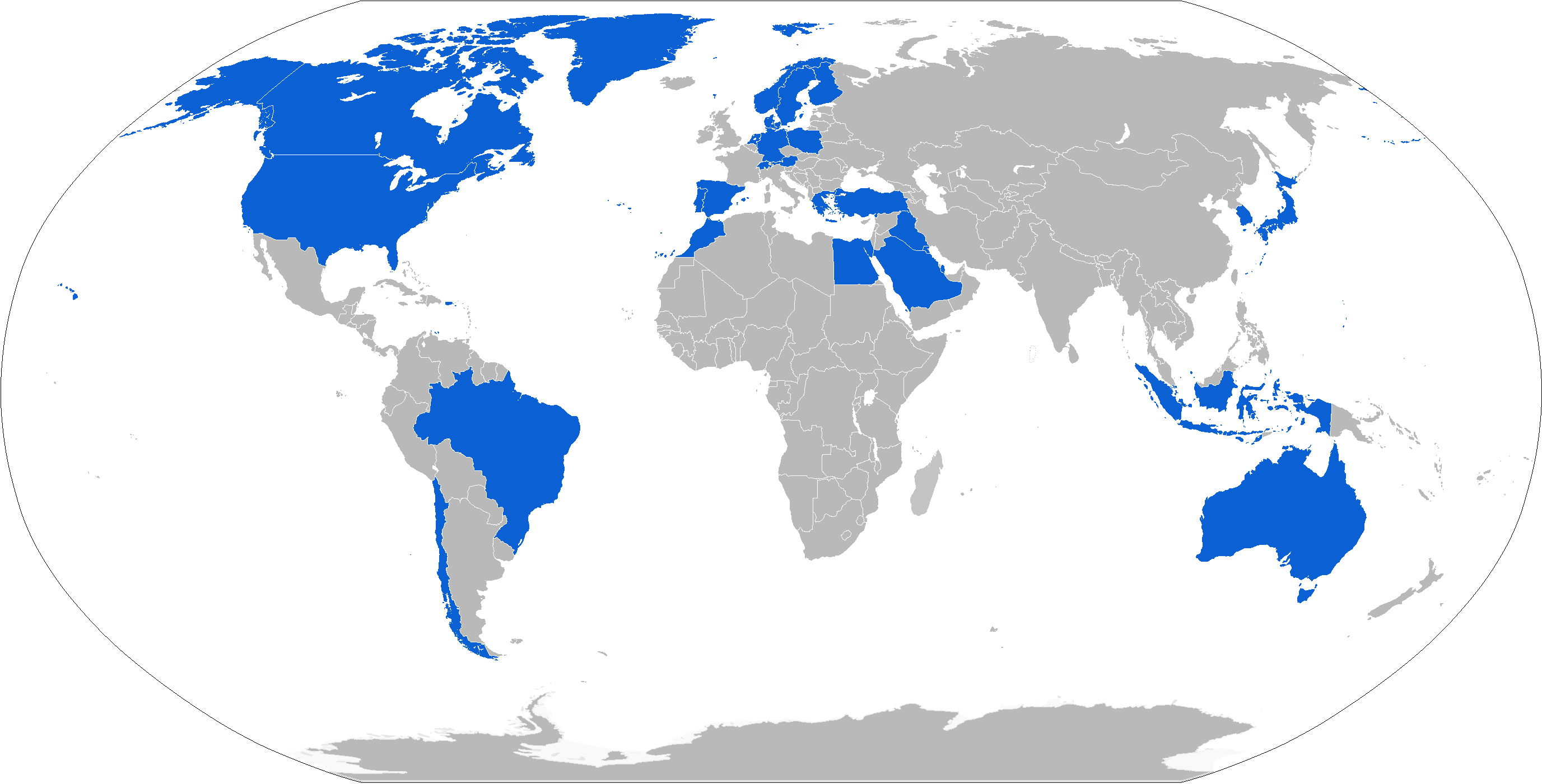
Карта користувачів гармати Rheinmetall 120 мм: синім кольором позначені поточні, червоним - колишні

Гармата Rheinmetall L/44 вироблялася різними країнами. Наприклад, танк Leopard 2 озброєний гарматою довжиною 44 калібри, продавалися у Нідерланди, Швейцарію, Швецію, Іспанію, Австрію, Данію, Фінляндію та інші країни. Єгипет виробили до 2005 року 700–800 M1A1 Abrams і у 2008 запросили дозвіл на виробництво ще 125 танків; їхня гармата M256 (американська версія L/44) виготовлялася в арсеналі Вотервліт. Танки M1A1 також експортувалися до Австралії, а M1A2 Abrams експортувалися до Саудівської Аравії та Кувейту. Американська гармата M256 побудована за ліцензією також пропонувалася General Dynamics Land Systems як частина M60-2000 Main Battle Tank який є покращенням старого танку M60 Patton для зрівняння останнього з танками M1A1 Abrams, але компанія так і не знайшла покупця.
| Танк        | Розробник                     | Країна         | Гармата                 | Користувачі |
| ----------- | ----------------------------- | -------------- | ----------------------- | --- |
| Leopard 2   | Krauss-Maffei                 | Німеччина      | Rheinmetall 120 mm L/44 | Австрія, Бразилія, Канада, Чилі, Данія, Фінляндія, Греція, Індонезія, Нідерланди (колишній), Норвегія, Польща, Португалія, Сінгапур, Іспанія, Швеція, Швейцарія, Туреччина |
| M1A1 Abrams | General Dynamics Land Systems | США            | M256 (L/44)             | Австралія, Єгипет, Ірак, Кувейт, Саудівська Аравія |
| Type 90     | Mitsubishi Heavy Industries   | Японія         | Rheinmetall 120 mm L/44 | |
| K1A1        | Hyundai Rotem                 | Південна Корея | KM256                   | |

Танк Leopard 2A6 з гарматою L/55 експортували для Канадської армії, а також новими гарматами було оновлено нідерландські танки Leopard 2. Британська армія тестувала довшу гармату Rheinmetall з метою заміни нарізної гармати L30A1 120 мм L/55 танка Challenger 2. Два Challenger 2 було модифіковано для участі у випробуваннях. World Industries Ace Corporation (WIA), корейська компанія разом з Hyundai Kia Motors Group, також випускає гармату L/55 за ліцензією для нового танку K2 Black Panther.
| Танк             | Розробник                                     | Країна         | Гармата                 | Поширення                                                  |
| ---------------- | --------------------------------------------- | -------------- | ----------------------- | ---------------------------------------------------------- |
| Leopard 2A6      | Krauss-Maffei                                 | Німеччина      | Rheinmetall 120 mm L/55 | Канада, Фінляндія, Греція, Нідерланди, Португалія, Іспанія |
| K2 Black Panther | Agency for Defense Development                | Південна Корея | Rheinmetall 120 mm L/55 | Південна Корея                                             |
| Altay (tank)     | Roketsan, Aselsan, Otokar, Hyundai Rotem, MKE | Туреччина      | Rheinmetall 120 mm L/55 | Туреччина                                                  |